# Accident ferroviaire du tunnel de Pouch
La catastrophe ferroviaire du tunnel de Pouch a eu lieu le 15 décembre 1908 vers 18 h 30, sur la ligne à double voie de Paris à Toulouse de la Compagnie du chemin de fer de Paris à Orléans, dans le département de la Corrèze, à environ 17 km au nord de Brive-la-Gaillarde, sur le territoire de la commune de Voutezac.

## Les circonstances de l'accident
Le 15 décembre 1908 en fin d'après midi, le train de marchandises 2320, comprenant 44 wagons, dont des wagons-foudres de vin et d'alcool et des tombereaux de charbon, pour un poids total de 614 t, parti en retard de Brive vers Limoges, peine à gravir la rampe de 10 ‰ faisant passer la ligne en une quarantaine de kilomètres de la cote 100 (Brive) à celle de 450 (La Porcherie). Après Allassac, dans les gorges de la Vézère, entre les gares d'Estivaux et de Vigeois, le rail est humide et malgré le sablage, dans le tunnel de Vallevaleix, d'une longueur de 552 mètres, la locomotive (no 5078, de type 140 5001 à 5152) patine sur le rail gras et finalement s'arrête. Lors d'une tentative de redémarrage, les soubresauts imprimés au convoi provoquent une rupture d'attelage entre les 6e et 7e wagons. Les 38 wagons de queue, dépourvus de frein automatique, repartent en arrière, leurs deux seuls serre-freins manuels ne parvenant pas à les maintenir à l'arrêt. Le chef de gare d'Estivaux, voyant repasser le convoi en dérive qui dévale la pente, envoie une dépêche télégraphique à son collègue d'Allassac en espérant qu'il pourra libérer le passage en garant à temps le train omnibus 742, Brive (17 h 43) – Limoges (20 h 30), qui le suit sur la même voie. Cette manœuvre désespérée s'avère cependant vaine, puisque les quatre agents de la gare, retenus par le service de deux trains de voyageurs, ne prendront connaissance du message que trois minutes après avoir fait partir celui de Limoges.

## L'accident

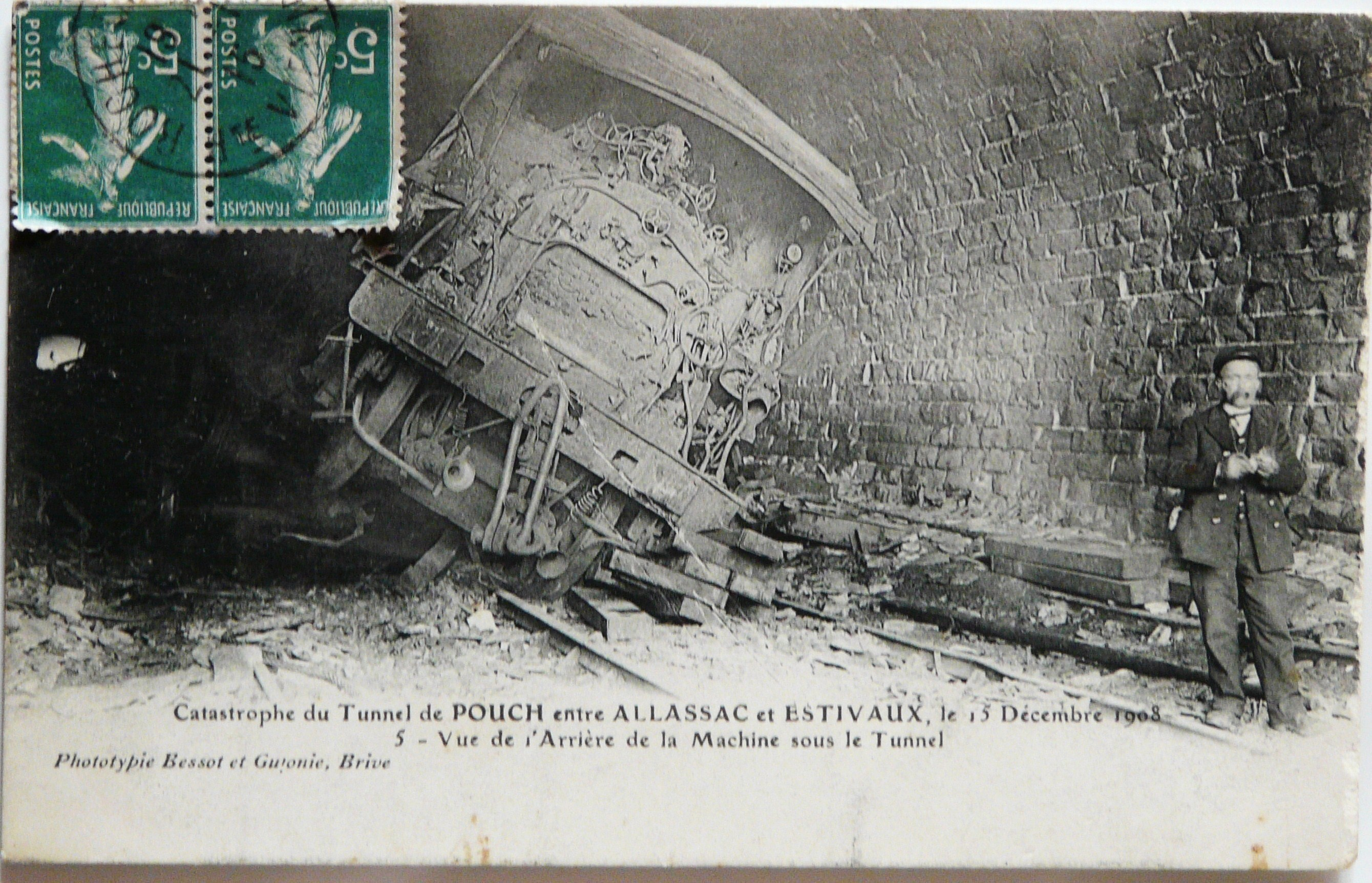
Vue de l'arrière de la machine dans le tunnel (carte postale de décembre 1908 de l'imprimerie Bessot et Guionie, de Brive).

La collision, désormais inévitable, aura lieu peu de temps après, à environ quatre kilomètres au nord d'Allassac, dans le tunnel long de 157 mètres — situé dans la commune de Voutezac — suivant immédiatement un pont sur la Vézère, à proximité de Pouch, hameau de la commune d'Estivaux. Alors que la locomotive et les trois premières voitures du train de voyageurs montant viennent d'y pénétrer, elles sont percutées par les 38 wagons fous du train de marchandises. Compte tenu de la vitesse des deux convois, le choc a sans doute eu lieu à environ 90 km/h. L'avant de la machine est soulevé et coincé contre la voûte par les wagons tamponneurs, et son tender ainsi que la plupart des voitures qu'elle tirait viennent s'écraser sur elle. Du train de voyageurs, seuls le fourgon de queue et les deux dernières voitures, restés en dehors du tunnel, seront relativement épargnés,.

## Les secours

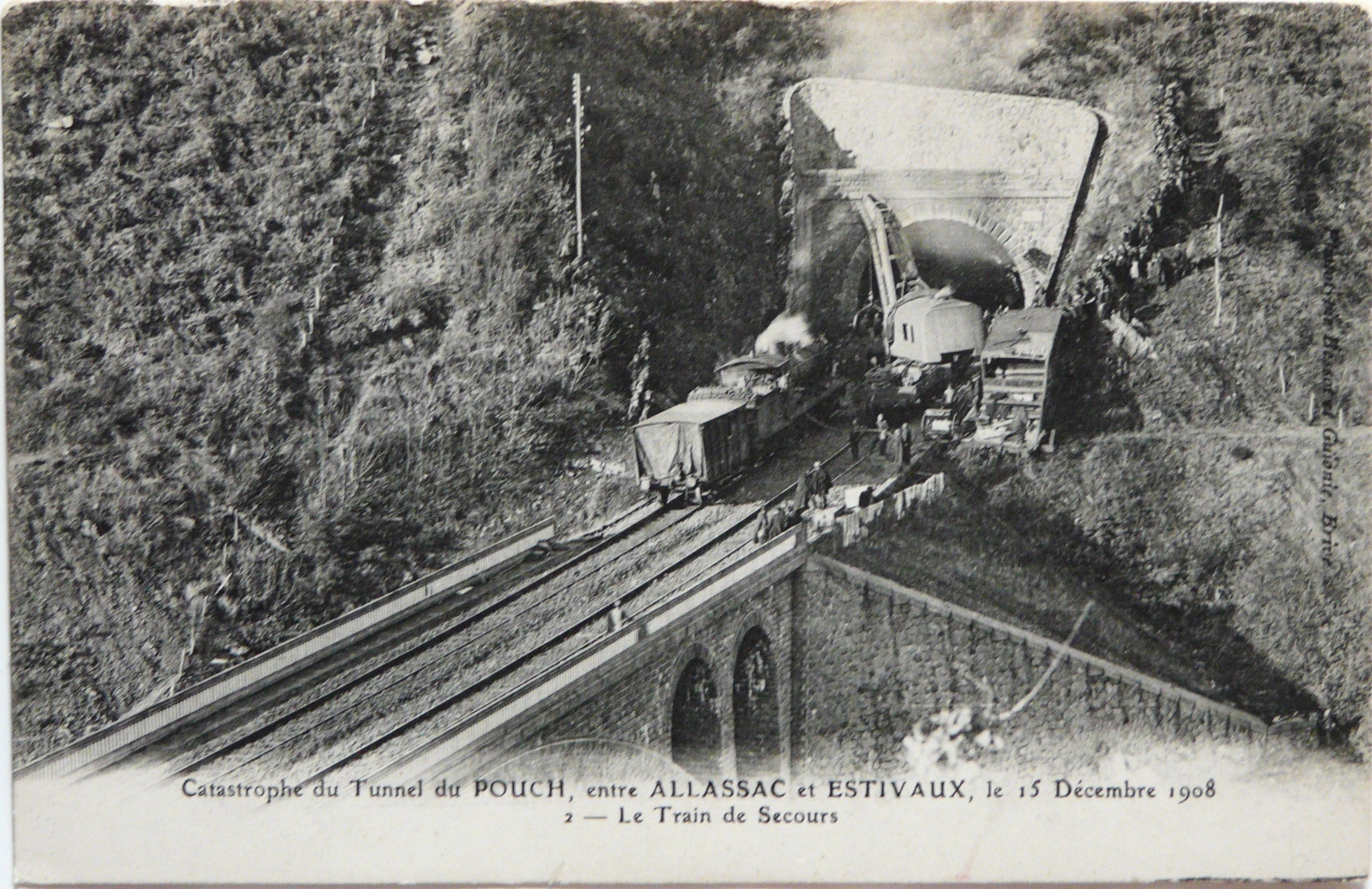
Le train de secours (carte postale de décembre 1908 de l'imprimerie Bessot et Guionie, de Brive).

Le site étant inaccessible par la route, les premiers secours, venus à pied des gares d'Allassac et d'Estivaux, seront longs à y parvenir, et, dépourvus de matériel lourd, s'avéreront désarmés face à l'ampleur de la catastrophe. En effet, du foyer éventré de la locomotive s'échappent des flammes, qui, avivées par l'alcool répandu par plusieurs wagons-foudres fracassés, propagent l'incendie à l'ensemble des débris, et contraignent très vite à l'évacuation du tunnel, transformé en fournaise. Ainsi, parvenus jusqu'à la machine, les sauveteurs devront reculer devant la progression rapide du feu et assisteront impuissants à l'affreuse agonie de l'un des deux membres de l'équipe de conduite, brûlé vif sous le tender le retenant prisonnier. Le train de secours, arrivé de Brive quelques heures plus tard, ne parviendra pas plus à éteindre l'incendie, qui durera deux jours, alimenté à la fois par les véhicules construits pour l'essentiel en bois, et par leur chargement.
La ligne restera interrompue environ deux semaines, notamment parce qu'après dégagement des épaves, il a été nécessaire de refaire en partie la voûte du tunnel, dont des moellons s'étaient détachés sous l'effet de la chaleur. Jusqu'à son rétablissement, le trafic a été détourné à l'ouest par Périgueux, ou sur un trajet sensiblement parallèle, par Objat, Saint-Yrieix-la-Perche et Nexon.
Le 15 octobre 1909, huit personnes s'étant distinguées par leur courage et leur dévouement lors du sauvetage recevront des médailles.

## Le bilan

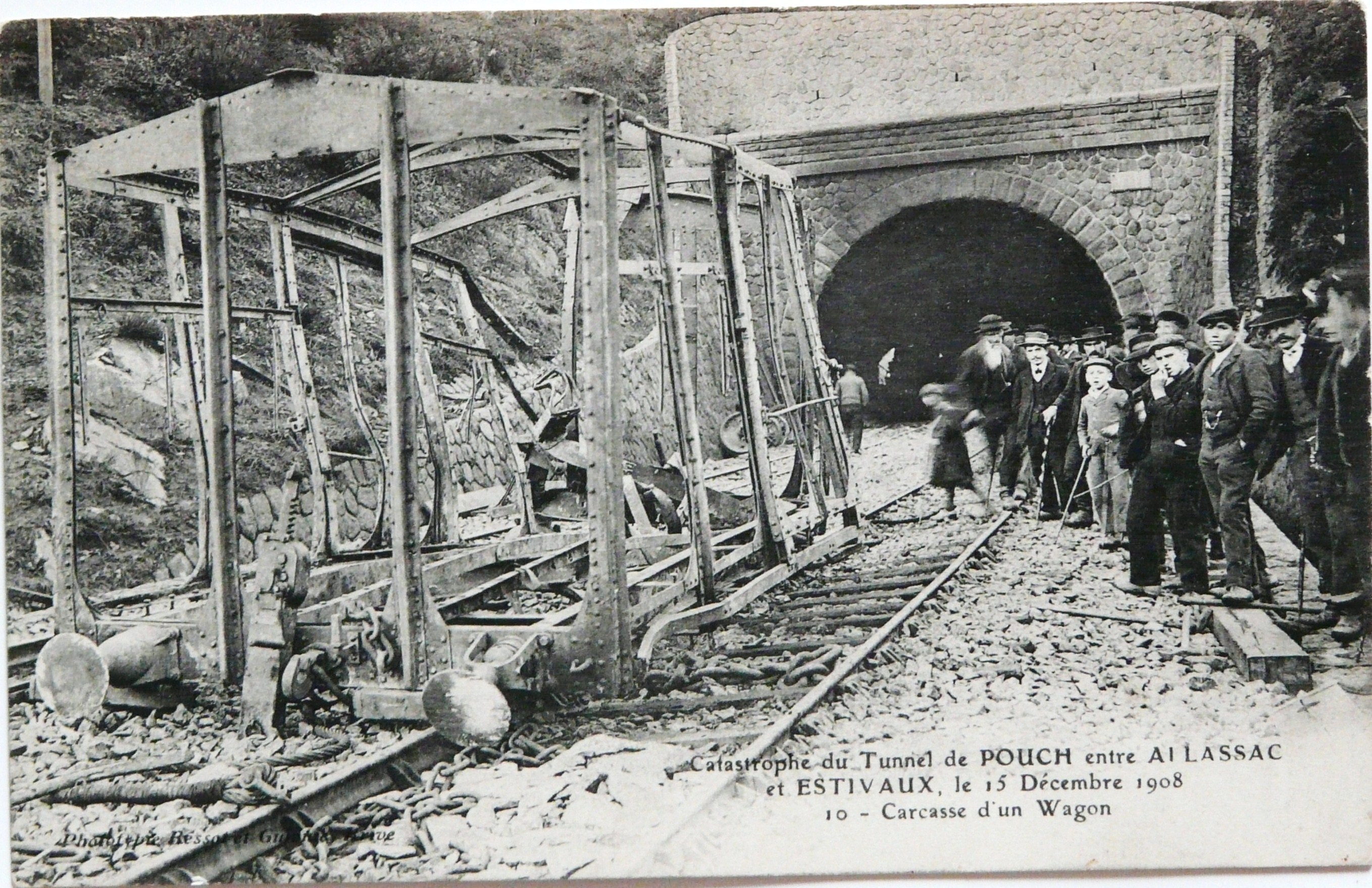
Carcasse d'un wagon (carte postale de décembre 1908 de l'imprimerie Bessot et Guionie, de Brive).

Lorsqu'il sera possible d'accéder à l'intérieur du tunnel pour procéder au déblaiement, l'état des restes humains carbonisés retrouvés parmi les débris rendra difficile le dénombrement et l'identification des victimes pour établir le bilan de la catastrophe. Ainsi, si le nombre des blessés peut être fixé avec certitude à vingt-huit, celui des morts a suscité le doute. D'abord estimé à quatorze, on a craint qu'il n'atteigne vingt-six lorsqu'on a constaté que douze des quinze terrassiers d'une brigade d'ouvriers de la voie devant être présents sur les lieux avaient disparu. Après qu'ils eurent été finalement retrouvés, le nombre de quinze morts est apparu comme le plus plausible, et a été officiellement confirmé par les autorités lors des débats à la Chambre quelques mois plus tard.

## Les suites

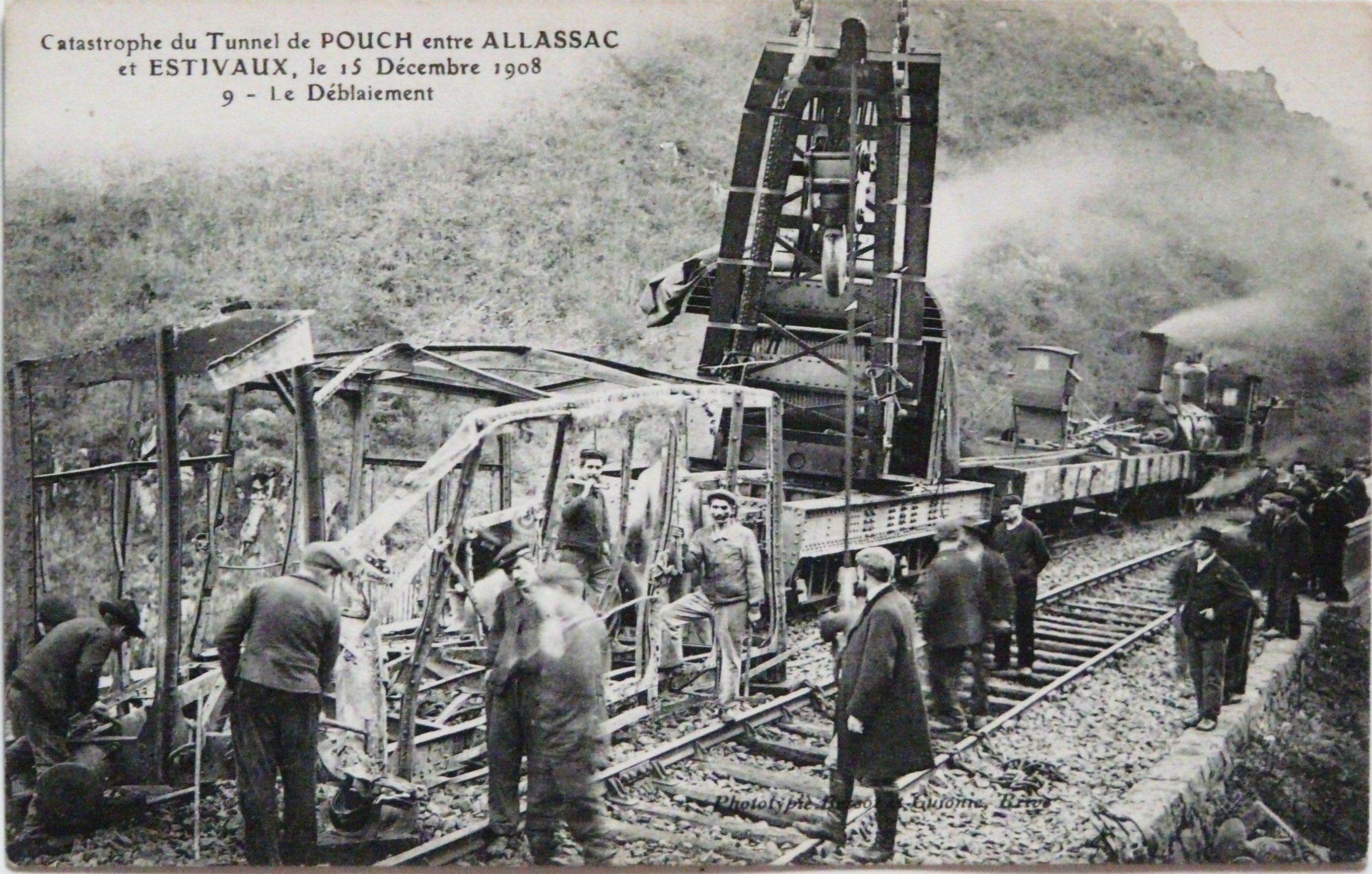
Le déblaiement (carte postale de décembre 1908 de l'imprimerie Bessot et Guionie, de Brive).

Depuis quelque temps déjà, les ruptures d'attelage sont devenues plus fréquentes sur le réseau de la compagnie d'Orléans, et notamment dans les fortes rampes des lignes du Massif Central. En effet, l'accroissement de la puissance des machines permet l'augmentation des vitesses et des charges, alors même que le matériel remorqué est hétéroclite et comporte encore une majorité de wagons datant des débuts du chemin de fer, qui, avec leurs accouplements trop fragiles et leurs freins à vis dépassés, s'avèrent techniquement inadaptés aux nouvelles conditions de circulation. 
Les conséquences catastrophiques de ce nouvel incident, et notamment les conditions révoltantes de la mort des victimes susciteront des réactions indignées, mais ne donneront pas lieu à poursuite pénales.

### Réactions parlementaires
L'accident est évoqué au Sénat trois jours seulement après qu'il s'est produit. En effet, Philippe-Michel Labrousse, sénateur radical de la Corrèze, médecin à Brive a eu l'occasion de se rendre sur les lieux, et saisit l'occasion de la discussion du projet de budget des travaux publics pour décrire à ses collègues « cet effroyable accident dont l'horreur épouvante » et demander au ministre « une enquête aussi sérieuse et aussi approfondie que possible », afin de « faire savoir par qui de droit aux compagnies de chemin de fer que c'est aussi à elles qu'incombe la sauvegarde des vies humaines ».
À la Chambre des Députés, Léon Betoulle, député socialiste de la Haute-Vienne, a déposé dès le 17 décembre une demande d'interpellation. Toutefois, sur la suggestion du ministre des travaux publics, Louis Barthou, dans l'attente de plus d'information sur les circonstances du drame, il accepte de renvoyer la discussion au début de l'année à venir, en lui adressant seulement une lettre précisant les points essentiels sur lesquels devraient porter les investigations.
Le débat a finalement lieu cinq mois plus tard, alors que les intervenants disposent des informations contenues dans les rapports d'enquête sur l'accident. Léon Betoulle et deux autres de ses collègues de gauche, Paul Constans, député de l'Allier, et Jean Tavé, député de la Corrèze, dénoncent à la fois la violation des règles de sécurité par le PO et la carence du contrôle de l'Etat. 
Le ministre Louis Barthou défend ses services, qui, pour lui, n'ont commis aucune faute de surveillance puisque les conditions de circulation du convoi étaient conformes aux règles en vigueur. Il ajoute que dès lors que l'accident a montré que celles-ci étaient dépassées, son administration a immédiatement entrepris de les modifier en proposant diverses mesures permettant d'améliorer la sécurité des attelages et du freinage. 
À la fin de la discussion, le socialiste André César Dubois proposera une résolution visant à améliorer le contrôle de l'État sur les compagnies en faisant désigner une partie de ses agents par les cheminots des services de la traction, de la voie et de l'exploitation, mais sa demande sera rejetée pour des motifs de procédure.
Au cours des débats, le ministre a renvoyé au juge judiciaire l'initiative d'éventuelles poursuites, mais à la clôture de l'instruction, aucune infraction pénale ne sera retenue.

### Les responsabilités

#### Absence d'infraction pénale
L'enquête a révélé que la coupure du train a eu lieu sur un wagon au châssis partiellement en bois, construit en 1862, dont l'attelage, réparé après une rupture antérieure, s'est à nouveau brisé. En outre, sur la rame de 38 wagons de marchandises partis en dérive, seuls deux était dotés d'un serre-frein pour actionner leur frein à vis, proportion notoirement insuffisante pour empêcher le lourd convoi de dévaler la pente, bien que les malheureux soient restés jusqu'au bout dans leurs guérites avant de périr carbonisés. 
Selon la réglementation en vigueur, les quarante cinq wagons du train exigeaient au moins cinq préposés aux freins, mais ce nombre inclut à l'époque les agents de la machine et des fourgons, si bien qu'aucune inobservation des règlements ne peut être reprochée à la Compagnie. 
L'article 319 du Code pénal punissant aussi l'homicide involontaire commis, selon ses termes, « par maladresse, imprudence, inattention, négligence »,  L'Humanité demande, sous le titre « Les responsabilités », que la compagnie soit incriminée sur ces fondements. Il lui est en effet reproché d'avoir, en dépit de tous les avertissements, persisté à faire tirer par des locomotives puissantes, dans des pentes accentuées, des convois lourds aux attelages fragiles, alors que des « mesures élémentaires de prudence » telles la diminution des charges ou l'adjonction d'une machine de renfort en pousse auraient prévenu le drame.  
Toutefois, si pour le journal « c'est bien à l'imprévoyance coupable de la Compagnie que les malheureuses victimes de l'accident doivent leur fin atroce », le droit pénal de l'époque exclut les poursuites contre les personnes morales. Seuls des individus peuvent donc être incriminés, et le juge d'instruction n'estimera pas opportun de rechercher dans la hiérarchie de la compagnie les cadres ou les dirigeants responsables de ses pratiques dangereuses. Du moins, à défaut de responsabilité pénale, le PO sera-t-il civilement condamné.

#### Responsabilité civile du PO
L'indemnisation des familles des agents de la compagnie tués dans l'accident relève de la loi sur l'indemnisation des accidents du travail, et ne donne pas lieu à un contentieux devant les tribunaux. En revanche, le PO prétendant appliquer les mêmes règles pour les dommages subis par les ouvriers voyageant dans le train une fois leur journée de travail finie, le tribunal civil de Brive sera saisi Dans un jugement du 15 juillet 1909, cette juridiction écarte l'hypothèse d'un accident du travail au profit de l'application du régime général de responsabilité pour faute délictuelle prévu par l'article 1382 du Code Civil. Sur ce fondement, il juge ensuite qu'« il est constant, au vu de tous les éléments de la cause, qu'il y a eu faute commise par la compagnie d'Orléans ou par ses préposés », et indemnise les victimes.

### Question de l'euthanasie
L'émotion soulevée par le récit, abondamment diffusé par les journaux, de la mort horrible du cheminot coincé sous sa machine, suppliant en vain que l'on abrège ses souffrances, a également  ouvert un débat sur un thème jusque-là peu abordé en France, celui de l'euthanasie. La question a d'abord été évoquée par le journal La Croix dans une rubrique « Miettes doctrinales » demandant « Peut-on tuer par pitié? », puis reprise sous le même titre quelques jours plus tard dans un organe de la presse populaire.